# بيار اميدي جوبير

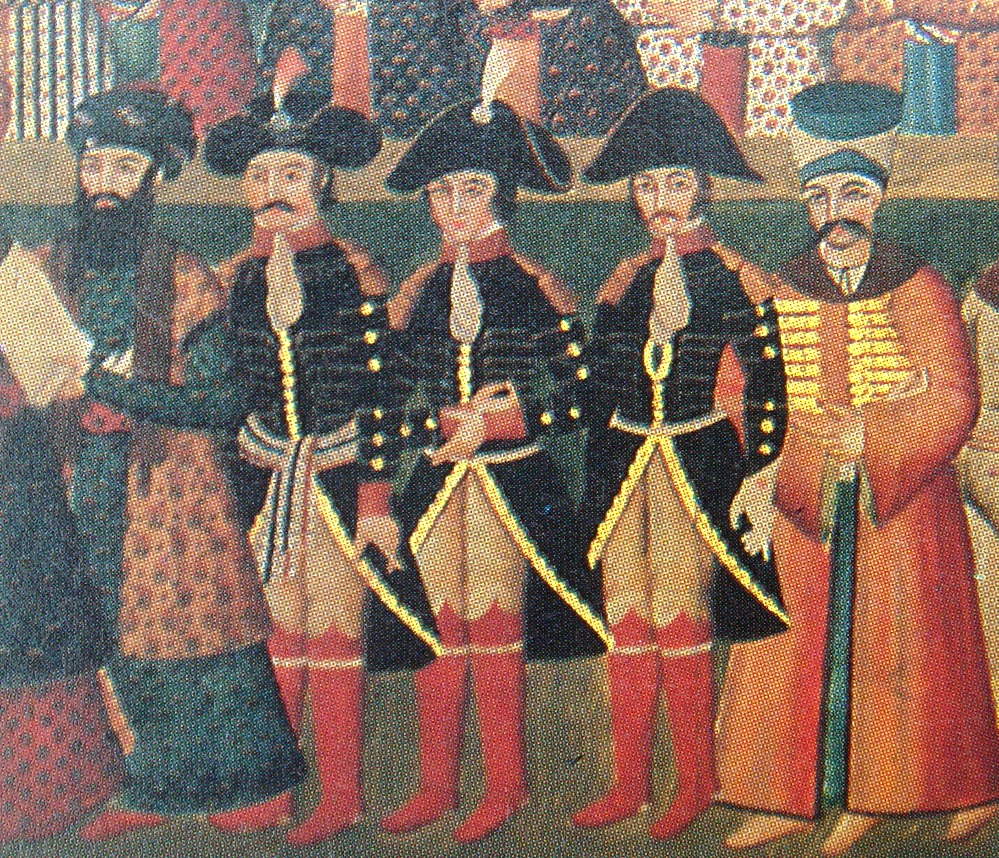
الجنرال گاردان، والى جانبه جوبير، في بلاط فتح علي شاه القاجاري، سنة 1908 م.

بيار أميدي جوبير (بالفرنسية: Pierre Amédée Jaubert)‏ (1779 - 1848 م) هو مستشرق فرنسي.
ولد في بروفنس، ثم ذهب إلى باريس ودرس الهندسة، كما التحق بمدرسة اللغات الشرقية وأخذ عن دي ساسي. اشتغل بعدها بأعمال سياسية وأُرسل في حملة نابليون إلى مصر. كما حمل الرئاسة في الجمعية الآسيوية الفرنسية.

## آثاره
من آثاره: المساعدة في نشر «نزهة المشتاق» للإدريسي ، كما كتب كتاب عن رحلته إلى أرمينية وبلاد فارس.